# هياكل رسوبية بفعل المكروبات

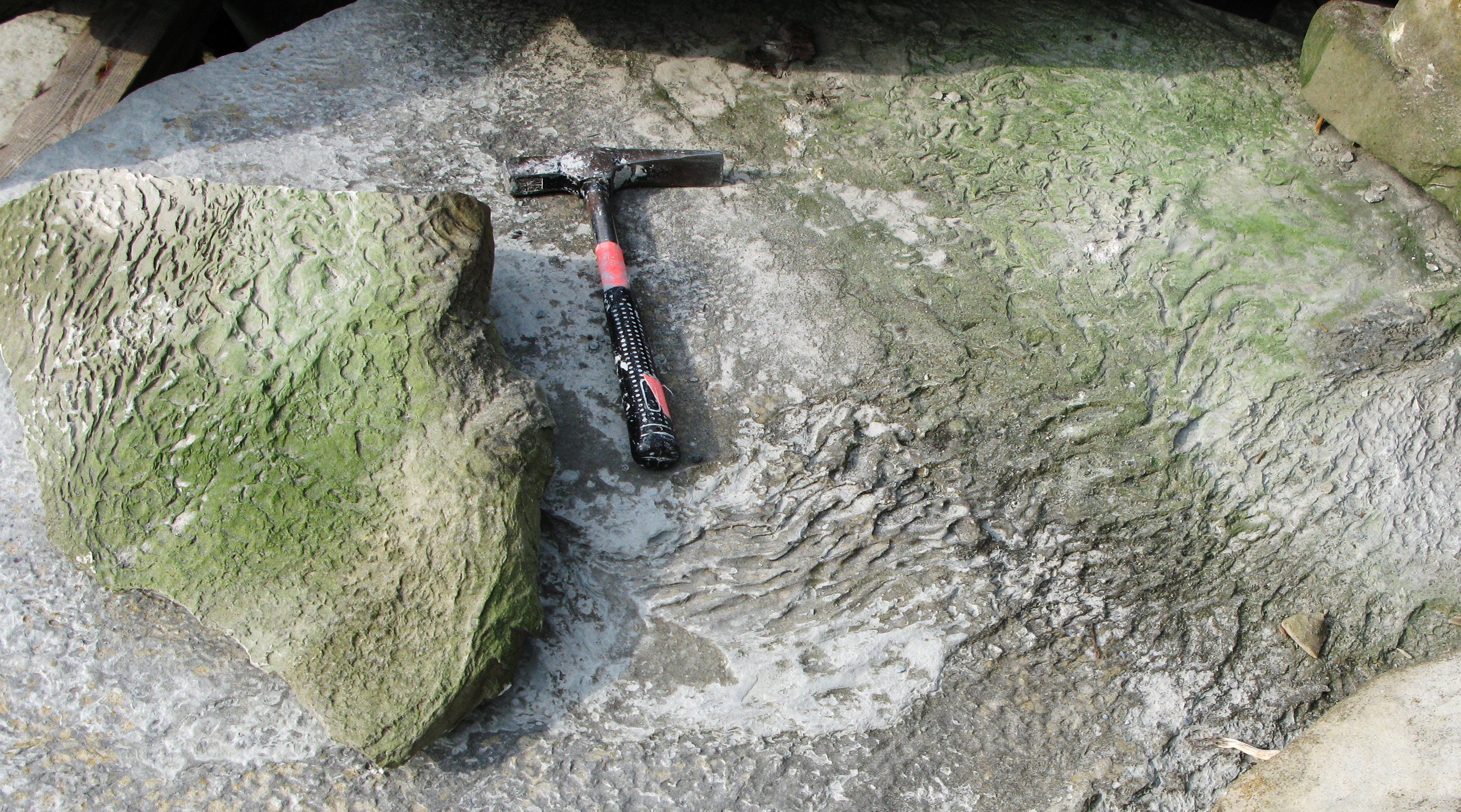
هذا النسيج المجعد "لجلد الفيل" هو أثر حفري لحصيرة ميكروبية غير متراكمة الطبقات.
توضح الصورة الموقع، في طبقات بيرغفيغ من السويد، حيث تم التعرف لأول مرة على هذا النسيج كدليل على وجود حصيرة ميكروبية.

الهياكل الرسوبية بفعل الميكروبات (MISS) هي الهياكل الرسوبية التي شكلها تفاعل الميكروبات مع الرواسب والعوامل الفيزيائية من عوامل التعرية والترسيب، والنقل، أو آثار تشوه النشاط الميكروبي. وتتشكل الهياكل عادةً عندما يتم الاحتفاظ بـالحصائر الميكروبية (والتي قد تشمل البكتيريا، أو الفطريات، أو الأوليات، أو البدائيات، أو الطحالب) أو أدلتها، في الطبقات الجيولوجية الرسوبية. تشمل الهياكل الرسوبية بفعل الميكروبات الطبقات التراكمية، وهي علامات تجعد (تُوصف أحيانًا بأنها نسيج جلد الفيل)، ورقائق الحصيرة الميكروبية، وحصيرة تجعيد الشعر، وقباب الغاز، ومجموعة متنوعة من الأشكال الأخرى.
وعلى الرغم من أن هذه الهياكل لم تتم تسميتها ووصفها منهجيًا سوى مؤخرًا، إلا أن العديد من العمال قديمًا طرحوا بعض الصلات بين الميكروبات والهياكل المميزة في الرسوبيات والصخور الرسوبية. وقد تم التعرف على الهياكل الرسوبية بفعل الميكروبات في الحصائر الرسوبية منذ العصر الأركي إلى الوقت المعاصر. In the في العصر الإدكاري، وغالبًا ما ترتبط بالاحتفاظ بحفريات كائنات العصر الإدكاري؛ يلي هذه النقطة تراجع انتشارهم الناتج عن الثورة الزراعية.
وتم اقتراح عدد من المعايير للاعتراف بالهياكل البيولوجية الحقيقية، والتفريق بينها وبين السمات ذات المظهر المماثل التي يمكن أن تنشأ من خلال العمليات الجيولوجية. وتتعلق هذه الهياكل بمدى التحول الذي تعرضت له الصخور؛ من حيث وضعها الطبقي فيما يتعلق بمستوى سطح البحر؛ وبيئتها الرسوبية؛ وعلاقتها بالسوائل المتحركة القديمة، ونسيجها.